# 1903 en Inde
Chronologie de l'Inde
- 1899
- 1900
- 1901
- 1902
- 1903
- 1904
- 1905
- 1906
- 1907

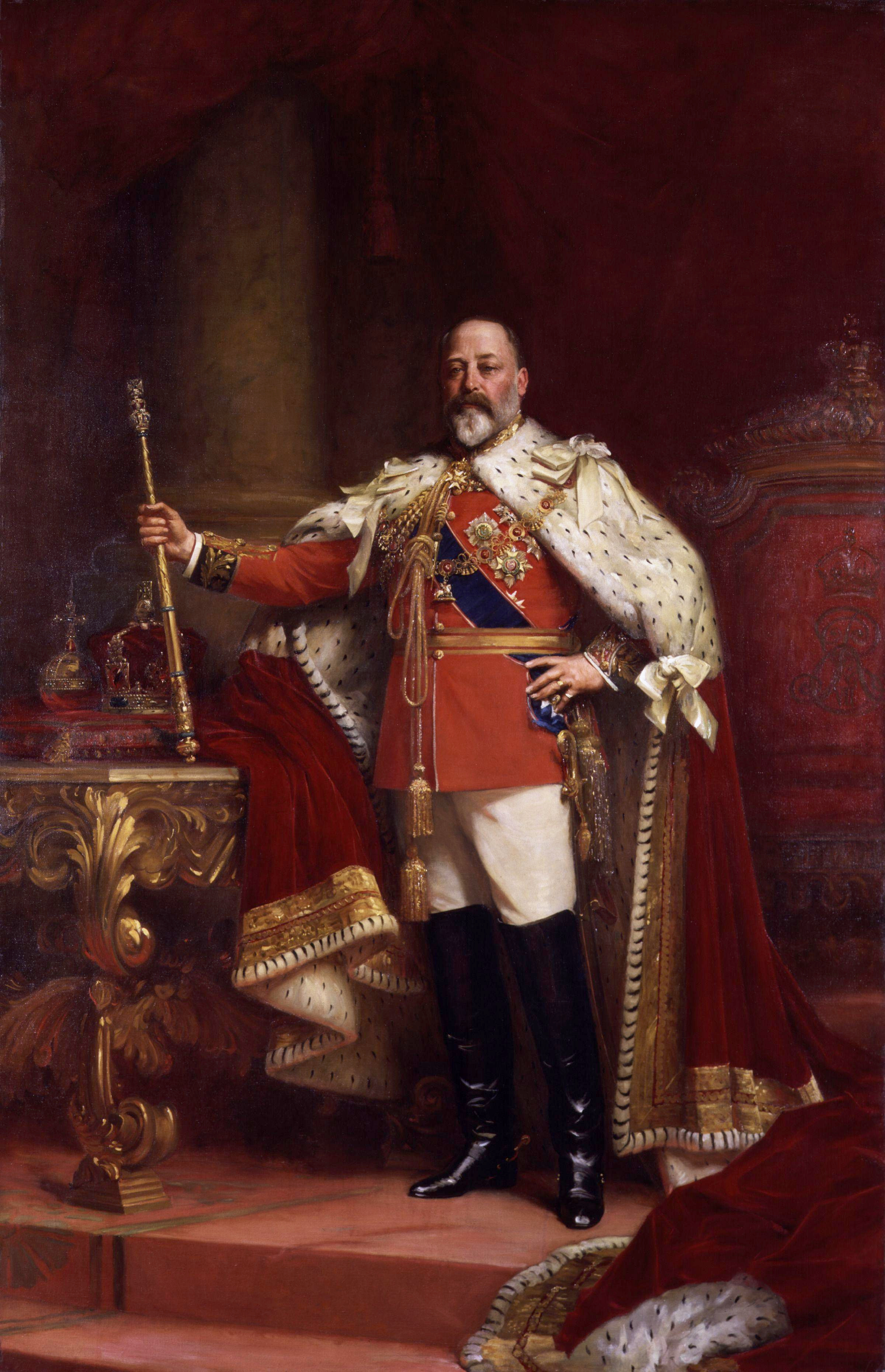
Édouard VII est proclamé Empereur des Indes (1er janvier 1903).

Cette page concerne les évènements survenus en 1903 en Inde  :

## Évènement
- 1er janvier 1903 : Édouard VII est proclamé Empereur des Indes.
- Durbars de Delhi : rassemblement, à Delhi, pour marquer l'avènement de l'Empereur des Indes, dans le cadre de l'Empire britannique.

## Création
- Armée de l'Inde (Raj britannique)
- The Mohammadi (en), journal.

## Naissance
- Kamaladevi Chattopadhyay, militante pour l'indépendance de l'Inde.
- Atul Chandra Hazarika (en), poète et écrivain.
- Gopi Krishna (en), yogi.
- V. K. Govindan Nair (en), poète.
- Moothiringode Bhavathrāthan Namboothiripad (en), écrivain.
- Magadi Puttarudriah (en), entomologiste.
- Cadambathur Tiruvenkatacharlu Rajagopal (en), mathématicien.
- P. K. Rosy, actrice.
- S. M. Shrinagesh (en), général de l'Armée indienne.

## Décès
- Parithimar Kalaignar (en), professeur de tamoul.
- Philip Pearson (en), joueur de tennis.
- Ratan Nath Dhar Sarshar (en), romancier.
- Jaimal Singh (en), sage et maître spirituel.